# Carbonaria cordiformis
Carbonaria cordiformis is een spinnensoort uit de familie trilspinnen (Pholcidae). De soort komt voor in Venezuela en is de typesoort van het geslacht Carbonaria.